# Перлін Станіслав Ігорович
Станісла́в І́горович Перлін (нар. 29 серпня 1968, Харків) — кандидат юридичних наук, доцент, полковник, правоохоронець, 15 років пропрацював у карному розшуку, керував поліцією Харківської області з 01 вересня 2021 року по 24 лютого 2022 року .

## Освіта:
У 1993 році закінчив Українську юридичну академію (поточна назва - Національний юридичний університет імені Ярослава Мудрого).
З 16 травня 2018 року кандидат юридичних наук за спеціальністю "Кримінальний процес та криміналістика; судова експертиза; оперативно-розшукова діяльність".
З 07 квітня 2022 року має вчене звання доцент кафедри кримінального процесу, криміналістики та експертології.

## Трудова діяльність:
У 1985 році — інструктор протипожежної профілактики.
У 1986—1988 роках — служба в армії СРСР.
З 1991 року по теперішній час займає різні посади, у тому числі керівні, в органах внутрішніх справ України, МВС України, Національної поліції України.
У 2002 році — начальник Фрунзенського районного відділу Харківського міського управління УМВС України в Харківській області.
У 2004 року — очолив Харківський науково-дослідний експертно-криміналістичний центр МВС України.
З 1 вересня 2021 року по 24 лютого 2022 року — начальник Головного управління Національної поліції в Харківській області.

## Має нагороди:
- орден Данила Галицького (за мужність і героїзм у захисті України, вірність присязі під час російсько-української війни) - 21 серпня 2014 року
- медаль "Захиснику Вітчизни" (указ Президента України від 14 жовтня 1999 року)
- відзнака Президента України "За участь в антитерористичній операції" (17 лютого 2016 року)
- відзнака Президента України "За оборону України" (05 серпня 2022 року)
- пам`ятна медаль "За оборону міста-героя Харків"
- медаль "За визволення Харківської області" (19 червня 2023 року)

Нагороджений іншими чисельними відомчими нагородами МВС України, Міністерства оборони України, у тому числі вогнепальною зброєю. 